# 唑拉西泮
唑拉西泮（英语：Zolazepam）是一种吡唑并二氮杂䓬酮衍生物，在结构上与苯二氮䓬类药物相关，在兽医学中用作多种动物的麻醉剂。唑拉西泮通常与其他药物联合使用，例如NMDA拮抗剂替来他明或α2肾上腺素能受体激动剂甲苯噻嗪，具体取决于其用途。它的效力大约是地西泮的四倍（在动物模型中为0.32mg/kg对比1.2mg/kg），但它在生理pH值下既是水溶性的又是非离子化的，这意味着它的起效非常快。
唑拉西泮由霍勒斯·德瓦尔德和唐纳德·巴特勒为帕克-戴维斯开发，是对苯二氮䓬结构进行非常详细分析的结果（1969年美國專利第3,558,605号）。
唑拉西泮与替来他明的联合使用，已被用于镇静野生动物，例如大猩猩和北极熊，并且由于副作用减少而被发现优于氯胺酮。唑拉西泮和替来他明的1:1混合物以商品名Telazol和Zoletil出售。